# ATP Challenger Buenos Aires-3
Das ATP Challenger Buenos Aires (offiziell: Copa Petrobras Buenos Aires) war ein Tennisturnier, das von 2004 bis 2010 jährlich in Buenos Aires, Argentinien stattfand. Es gehörte zur ATP Challenger Tour und wurde im Freien auf Sand gespielt. Sebastián Prieto ist mit drei Titeln im Doppel Rekordsieger des Turniers.

## Liste der Sieger

### Einzel
| Jahr | Sieger                   | Finalgegner              | Ergebnis      |
| ---- | ------------------------ | ------------------------ | ------------- |
| 2010 | Máximo González          | Pablo Cuevas             | 6:4, 6:3      |
| 2009 | Horacio Zeballos         | Gastón Gaudio            | 6:2, 3:6, 6:3 |
| 2008 | Martín Vassallo Argüello | Rubén Ramírez Hidalgo    | 6:3, 4:6, 7:5 |
| 2007 | Sergio Roitman           | Marcos Daniel            | 6:1, 6:4      |
| 2006 | Guillermo Cañas          | Martín Vassallo Argüello | 6:3, 6:4      |
| 2005 | Carlos Berlocq           | Diego Hartfield          | 7:5, 3:6, 6:4 |
| 2004 | Oliver Marach            | Diego Moyano             | 6:2, 6:3      |

### Doppel
| Jahr | Sieger                                | Finalgegner                            | Ergebnis          |
| ---- | ------------------------------------- | -------------------------------------- | ----------------- |
| 2010 | Carlos Berlocq Brian Dabul (2)        | Jorge Aguilar Federico Delbonis        | 6:3, 6:2          |
| 2009 | Brian Dabul (1) Sergio Roitman        | Lucas Arnold Ker Máximo González       | 6:74, 6:0, [10:8] |
| 2008 | Máximo González Sebastián Prieto (3)  | Thomaz Bellucci Rubén Ramírez Hidalgo  | 7:5, 6:3          |
| 2007 | Marcelo Melo Sebastián Prieto (2)     | Brian Dabul Máximo González            | 6:4, 7:60         |
| 2006 | André Ghem Flávio Saretta             | Tomas Behrend Marcel Granollers        | 6:1, 6:4          |
| 2005 | Lucas Arnold Ker Sebastián Prieto (1) | Rubén Ramírez Hidalgo Santiago Ventura | 6:0, 6:4          |
| 2004 | Enzo Artoni Ignacio González King     | Victor Ioniță Gabriel Moraru           | 7:5, 6:3          |